# Rhododendron smirnowii
Rhododendron smirnowii is een struik uit de heidefamilie (Ericaceae) die van nature voorkomt in Turkije en in de Kaukasus in Armenië en Georgië. De soort werd in 1885 door Baron Ungern-Sternberg ontdekt.
De plant groeit in de gebergten op hoogten variërend tussen de 1600 en 2300 m. Daarmee groeit de plant rond de boomgrens, maar komt ook de soort in de gemengde bossen voor.
Het natuurlijke verspreidingsgebied deelt de soort onder meer met Rhododendron luteum, Rhododendron caucasium, Rhododendron ponticum en Rhododendron ungernii. Onderzoek wijst uit dat de soorten gemakkelijk kruisen. Vooral ecologische factoren beperken in het wild hybridisatie.
... · 
R. arboreum · 
R. atlanticum · 
R. canadense · 
R. catawbiense · 
R. caucasicum · 
R. dauricum · 
R. ferrugineum (Gewone alpenroos) · 
R. groenlandicum · 
R. hirsutum (Harig alpenroosje) · 
R. lapponicum · 
R. luteum (Pontische azalea) · 
R. occidentale · 
R. ponticum (Pontische rododendron) · 
R. quinquefolium · 
R. smirnowii · 
R. tomentosum · 
R. vaseyi · 
...